# Soly Erlandsson
Soly Inga-Maj Erlandsson, född 1 mars 1942, är en svensk psykolog och seniorprofessor i psykologi vid Högskolan väst.

## Biografi
Erlandsson har studerat psykologi vid Göteborgs universitet och disputerade 1990 på en avhandling om psykologiska och psykofysiologiska perspektiv på tinnitus. Hon kom till Högskolan väst 1998 där hon forskat om hörsel och hörselproblem, med fokus på psykologiska faktorer kring tinnituspateienter. Hon utnämndes 2006 till professor i psykologi vid Högskolan Väst. Hon har där byggt upp ett forskningsprogram kring ungdomar och deras attityder till ljud, och kartlagt hur de bedömer risker med höga ljud.
Hon bedriver (2021) forskning vid avdelningen för psykologi, pedagogik och sociologi. Hon har bidragit till kliniska behandlingsstudier inom det audiologiska forskningsområdet och på så sätt försökt öka medvetenheten om tinnitus och hörselnedsättningens psykologiska konsekvenser. Hon har även anlagt kritiska perspektiv angående adhd.